# Echthroplexiella aeneiventris
Echthroplexiella aeneiventris is een vliesvleugelig insect uit de familie Encyrtidae. De wetenschappelijke naam is voor het eerst geldig gepubliceerd in 1921 door Mercet.